# Eupolymorphina
Eupolymorphina es un género de foraminífero bentónico de la subfamilia Polymorphininae, de la familia Polymorphinidae, de la superfamilia Polymorphinoidea, del suborden Lagenina y del orden Lagenida. Su especie-tipo es Eupolymorphina hancocki. Su rango cronoestratigráfico abarca el Holoceno.

## Discusión
Clasificaciones previas incluían Eupolymorphina en la superfamilia Nodosarioidea.

## Clasificación
Eupolymorphina incluye a las siguientes especies:
- Eupolymorphina castata
- Eupolymorphina hancocki
- Eupolymorphina intermedia
- Eupolymorphina marianae
- Eupolymorphina ovatiformis

Otra especie considerada en Eupolymorphina es:
- Eupolymorphina ablusa, de posición genérica incierta